# Rättsinformatik
Rättsinformatik är juridikens samspel med informationstekniken. I det nya informationssamhället utförs regelutformningar och regeltillämpningar i större utsträckning för dem digitala miljöerna som t. ex Internet.